# Jungfruleken
Jungfruleken (franska: Les Bonnes) är en teaterpjäs av franske dramatikern Jean Genet. Den spelades första gången på Théâtre de l'Athénée  i Paris den 17 april 1947, med Louis Jouvet som regissör. En filmatisering gjordes 1974.

## Bakgrund
Handlingen är löst baserad på händelsen med Systrarna Papin, Lea och Christine, vilka mördade sin arbetsgivare och hennes dotter i Le Mans, Frankrike, 1933, även om historien inte handlar om Systrarna Papin.

## Handling
Solange och Claire är två hembiträden som utför sadomasochistiska ritualer då deras arbetsgivare (Madame) är borta. Fokus ligger på morden, och tar ställning för båda sidor.

## Produktionshistorik
I Storbritannien spelades pjäsen först på franska av ICA, ursprungligen vid Mercury Theatre, Notting Hill Gate, London. Peter Zadek regisserade, medan Eduardo Paolozzi stod för scendesign. Selma Vaz Dias played Solange, Olive Gregg spelade Claire, och Oriel Ross spelade Madame. Den spelades sedan på Royal Court Theatre, med  Betty Stockfield som Madame medan David de Bethel stod för scendesign. Zadek regisserade också den första engelskspråkiga versionen i Storbritannien, som hade premiär den 5 juni 1956 vid New Lindsey Theatre Club. Selma Vaz Dias spelade återigen Solange och Betty Stockfield spelade Madame, medan Hazel Penwarden spelade Claire. Nigel Whittaker stod för design.
Minos Volanakis regisserade pjäsen vid Oxford Playhouse 1963. Den spelades återigen 1964 tillsammans med Bertolt Brechts The Exception and the Rule.